# Bouillonstraat
De Bouillonstraat is een straat in het centrum van de Nederlandse stad Maastricht. De Bouillonstraat is altijd een rustige straat geweest met overheidsgebouwen en woonhuizen van militairen en magistraten. Tegenwoordig is de straat onderdeel van de studentenwijk van Maastricht.

## Ligging
De Bouillonstraat vormt een klein stukje van de grens tussen de centrumbuurten Binnenstad en Kommelkwartier. De straat zelf behoort in zijn geheel bij de Binnenstad, maar de westelijke straatwand (even huisnummers) wordt tot het Kommelkwartier gerekend.

## Naam
De naam van de straat heeft in het verleden tot het misverstand geleid dat deze zou verwijzen naar het hertogdom Bouillon, naar Godfried van Bouillon (die speciale banden met Maastricht zou hebben gehad) of naar Frederik Maurits de La Tour d'Auvergne (hertog van Bouillon en gouverneur van Maastricht). Deze laatste zou in de 17e eeuw in de Hof van Slijpe hebben gewoond, maar daarvoor zijn geen concrete aanwijzingen. Bovendien bestond de naam van de straat toen al enkele eeuwen. Vanaf de middeleeuwen wordt de straat aangeduid als: op den Balyon, Bolioen, Baluin, Baelyuen, Bailinen, Billionden, Bilyon en varianten daarop. 'Bouillon' is waarschijnlijk een verbastering, misschien een verfransing van het Middelnederlandse woord 'biljoen', dat 'hellend' betekent, wat past bij de ligging van de straat. Het lijkt erop dat in de 14e eeuw met deze aanduiding een groter gebied werd bedoeld, dat ook het zuidelijke deel van het Sint Servaasklooster omvatte. In 1310 en 1356 wordt het Balyoen een plein genoemd. De oudste vermelding die duidelijk betrekking heeft op de huidige Bouillonstraat, dateert uit 1405 ("op den baljuyne daarntan gheyt van St. Servoes cloester te Lenculen zuart").

## Geschiedenis
De Bouillonstraat ligt in het oudste deel van Maastricht, binnen de eerste middeleeuwse stadsomsluiting uit het tweede kwart van de 13e eeuw. De korte, licht hellende straat was onderdeel van de verbindingsroute tussen het Vrijthof en de Lenculenpoort. Die laatste lag aan het zuideinde van de straat. Omstreeks 1380, na de ingebruikname van de tweede stadsomsluiting, werd de functie van de Lenculenpoort overgenomen door de Tongersepoort. De Lenculenpoort en de aansluitende muur bleven nog eeuwen gehandhaafd als secundaire verdedigingslinie. Pas in 1734 werd de poort gesloopt.

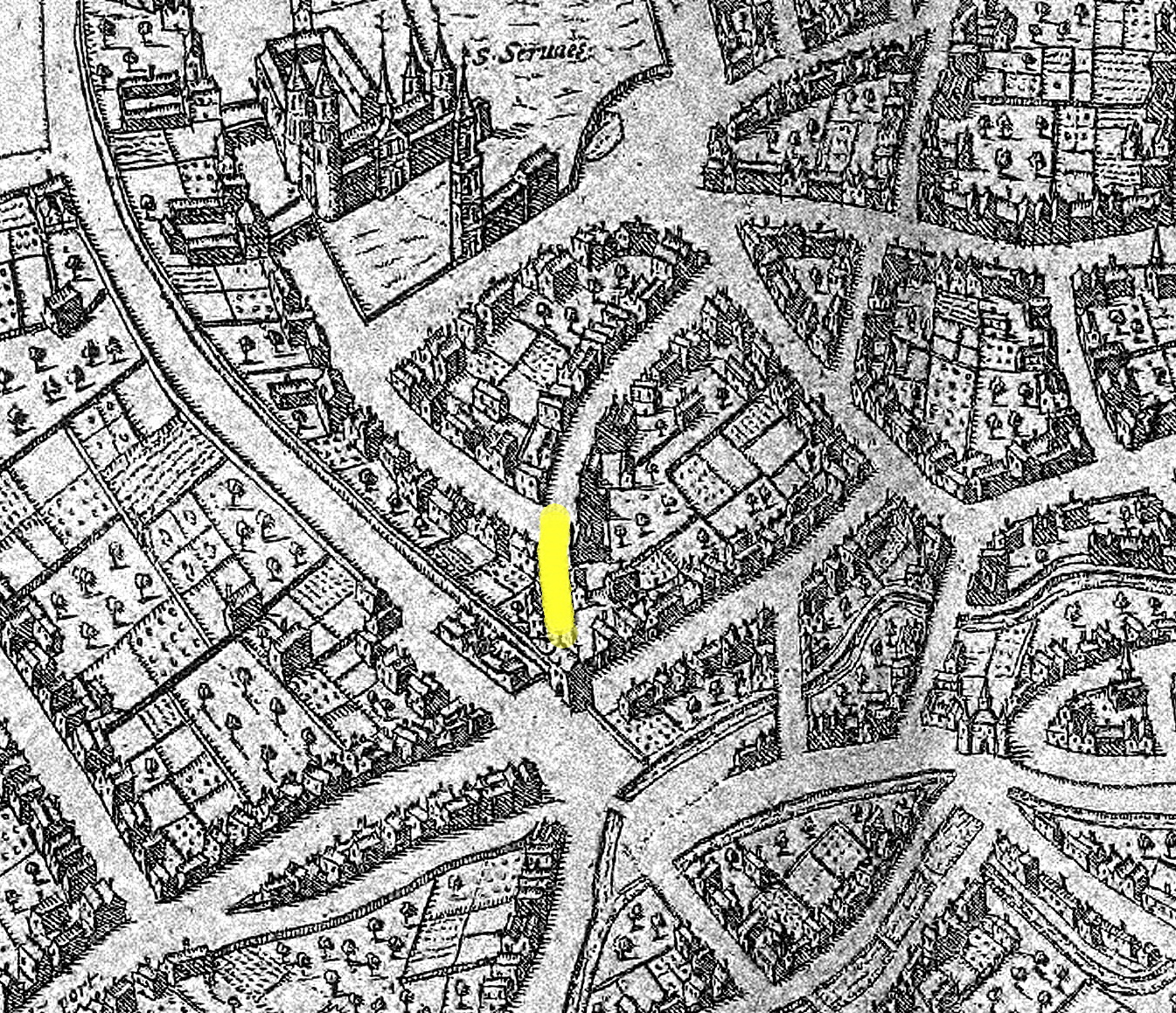
De Bouillonstraat (en de Lenculenpoort) op de kaart van Maastricht in de Civitates orbis terrarum uit 1572. Bovenaan het Vrijthof

Burgers hadden de plicht de oude stadsmuur te blijven onderhouden. Wel kwamen er allerlei bouwsels tegen de muur, vooral aan de stadszijde. In 1504 gaf de magistraat toestemming aan de abt van de Abdij van Averbode, die aan de Bouillonstraat ("opten Bilyon") een refugiehuis bezat dat "In 't Lam Gods" heette, toestemming om de muurtoren achter zijn erf te herstellen en in gebruik te nemen. Zijn buurman, Goeswin Passart, mocht in 1522 eveneens de vervallen stadsmuur achter zijn erf herstellen en van een dak voorzien. In 1529 blijkt Goeswin Passart de muurtoren te hebben overgenomen van de abt. De strook grond langs de buitenzijde van de muur, ter plaatse aangeduid als Boichgraeve, werd al sinds 1420 gebruikt als oefenterrein voor de handboogschutters, later ook van de voetboogschutters.

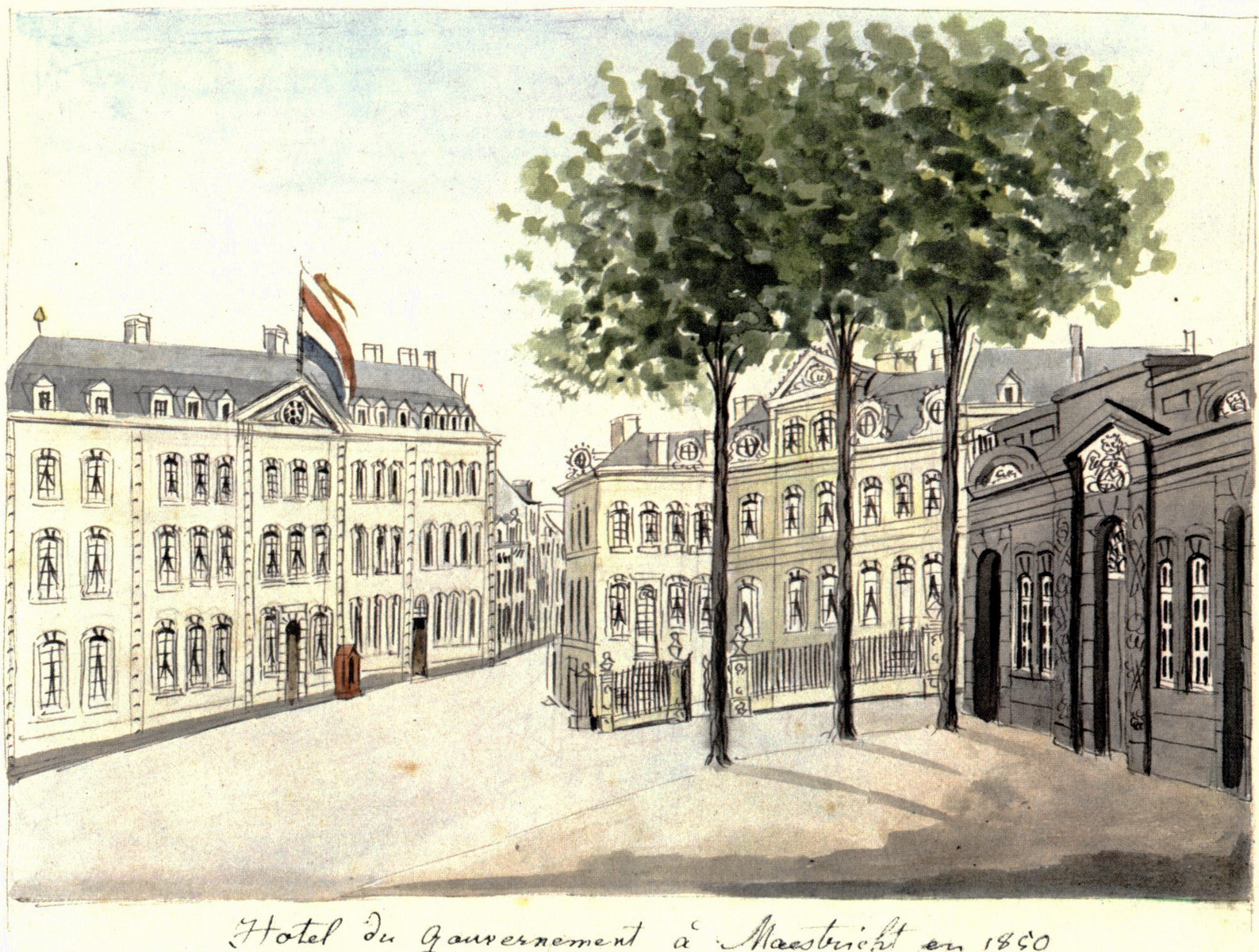
Gouvernement, Poort van Eynenberg en Dragonderwacht (Ph. van Gulpen), ca. 1850

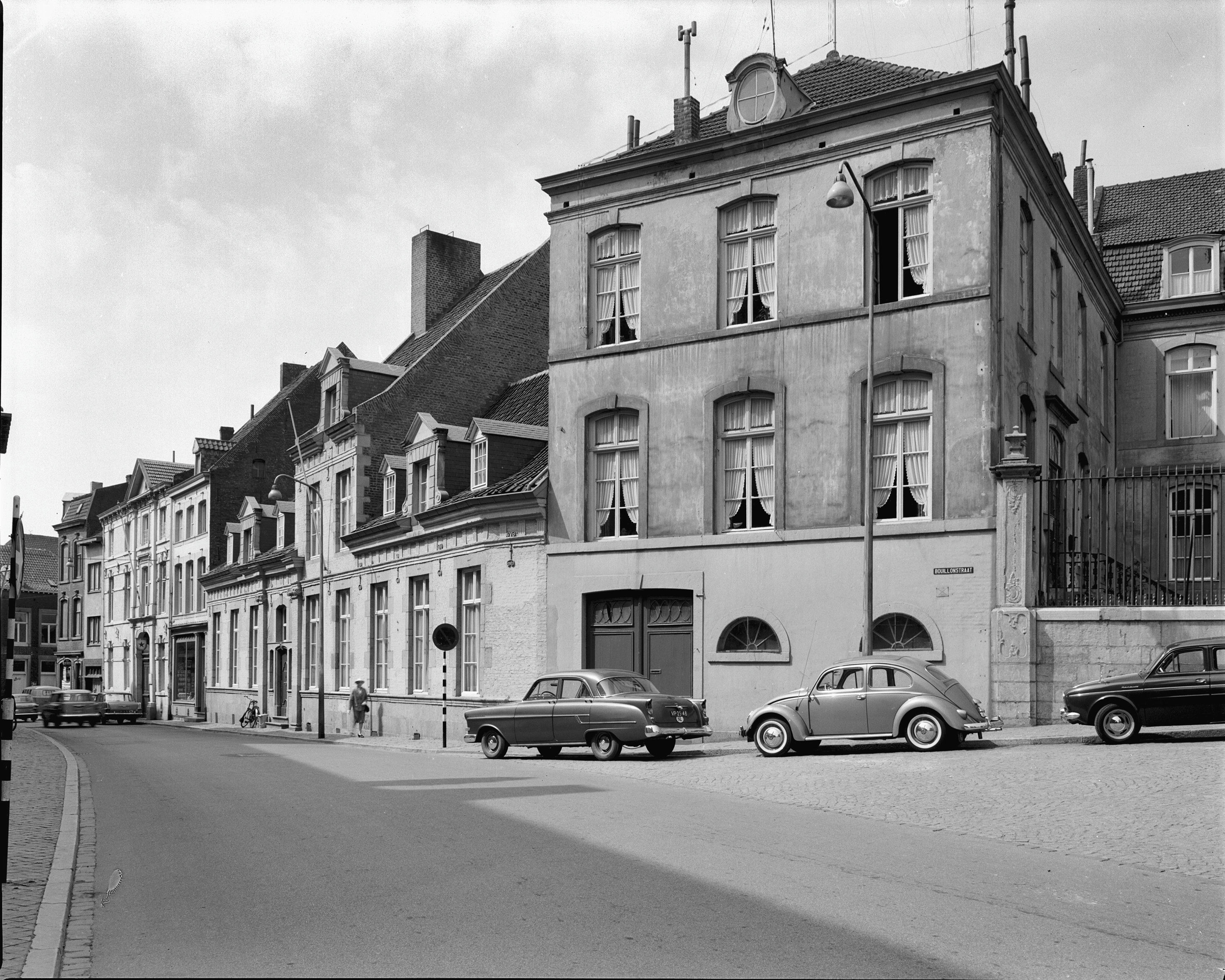
De Bouillonstraat in 1962

De Bouillonstraat was vanouds een straat van de gegoede burgerij. Vanaf het begin van de 17e eeuw kwamen daar de militaire gouverneurs bij, nadat enkele huizen aan de oostzijde van de straat waren verbouwd tot Gouvernementspaleis. Tot de illustere bewoners van de Bouillonstraat behoorden verder de hierboven genoemde abt van Averbode, de heren van Eynenberg (of Eynenberch), de humanist Herbenus, de burgemeestersfamilie Van Slijpe en, in de 19e eeuw, de zus van Karl Marx. Eerstgenoemden bewoonden refugie- en poorthuizen en resideerden dus niet permanent in Maastricht. De heren van Eynenberg waren ridders van 's Herenelderen. Ze bezaten in Maastricht, behalve de Poort van Eynenberg, ook de Apostelhoeve op de Louwberg. De protestantse magistratenfamilie Van Slijpe bewoonde van 1684 tot 1802 de Hof van Slijpe. Dat niet alle bewoners van de straat in goeden doen waren, blijkt uit een mededeling van 1347, wanneer sprake is van een houten huis en een huis dat deels van leem is tegenover de Poort van Eynenberg. Van Eustachius van Elst, die daar in de buurt woont, wordt in 1362 en 1363 gezegd dat hij strodekker en "plakker" (stukadoor) is. Anderen zijn steenhouwer of kleermaker.
In 1770 werd tegenover het gouvernement, op de hoek van het Sint Servaasklooster en de Papenstraat, een militair wachthuis gebouwd, de zogenaamde Dragonderwacht. Rond diezelfde tijd vond een ingrijpende verbouwing van het gouvernementspaleis plaats, waarbij de langgerekte gevel aan de Bouillonstraat werd vernieuwd en verhoogd. In de Franse tijd was hier de prefectuur gevestigd, waar onder anderen Napoleon Bonaparte in 1803 logeerde. Ook de Nederlandse koningen waren er te gast. In 1927, bij het bezoek van koningin Wilhelmina, was het gebouw al dermate bouwvallig dat het balkon gestut moest worden.
In de 20e eeuw veranderde het karakter van de straat, vooral door de grootscheepse nieuwbouw van het Gouvernementsgebouw. In 1929 werd het oude gebouw gesloopt en een jaar later begon de nieuwbouw. In 1933 vestigden de Missiezusters van Sint Petrus Claver zich in een deel van de Poort van Eynenberg. De congregatie, opgericht in 1894, richt zich vooral op de missie in Afrika.
Sinds de jaren negentig ontwikkelt de straat zich als uitbreiding van de studentenwijk van Maastricht. Het zwaartepunt van het Maastrichtse Quartier Latin ligt in het westelijk deel van het Jekerkwartier, met de Jan van Eyck Academie, de Toneelacademie, het Conservatorium en enkele gebouwen van de Universiteit Maastricht. In 1990 vestigde de rechtenfaculteit van de UM zich in het voormalige gouvernementsgebouw. De ertegenover liggende Hof van Slijpe werd in 2002 de tijdelijke locatie van het University College Maastricht en daarna van het Department of Data Science and Knowledge Engineering van de UM. Om de hoek, aan de Minderbroedersberg, ligt het voormalige Tweede Minderbroedersklooster, de bestuurszetel van de UM. Ook in nabijgelegen straten als het Sint Servaasklooster en de Tongersestraat liggen diverse universiteitsgebouwen. In al deze straten, ook in de Bouillonstraat, is het aantal studentenhuizen sterk toegenomen, wat in sommige gevallen tot protesten van andere bewoners heeft geleid.

## Bezienswaardigheden
De Bouillonstraat ligt binnen het beschermd stadsgezicht van Maastricht. De straat telt zeven rijksmonumenten.

### Gouvernement en Hof van Slijpe

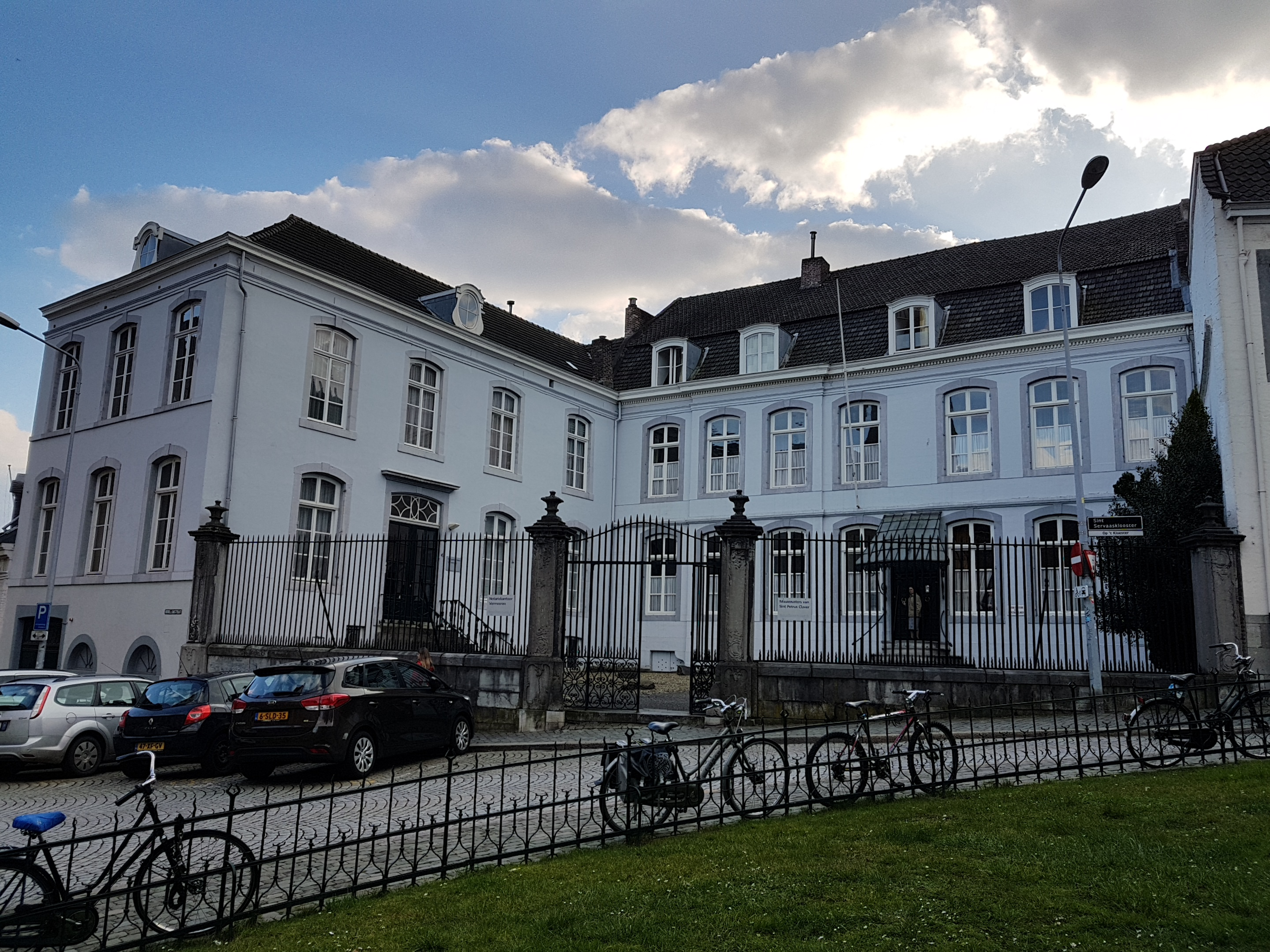
Poort van Eynenberg, Bouillonstraat 4-6

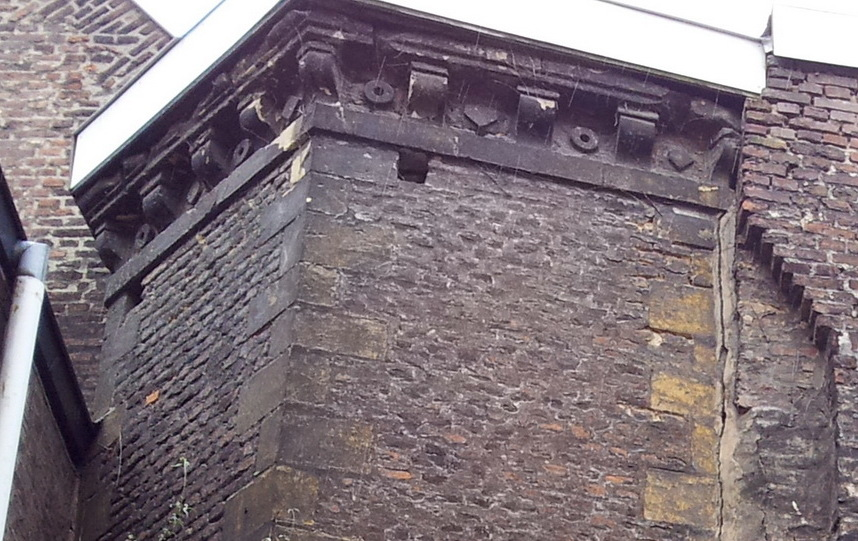
Detail traptoren Bouillonstraat 12

Het Gouvernementspaleis en de Hof van Slijpe waren lange tijd de residenties van de militaire en stedelijke machthebbers. Tegenwoordig zijn beide complexen in gebruik door de Universiteit Maastricht.
Het Oud Gouvernement werd van 1930-35 gebouwd ter vervanging van het organisch gegroeide Gouvernementspaleis. Het ontwerp van rijksbouwmeester G.C. Bremer is een complex gebouw met een langgerekte façade aan de Bouillonstraat. Deze wordt gekenmerkt door een breed balkon boven een arcade, onderbroken door een hoge, smalle toren. De gevels zijn van bruingele baksteen op een plint van Kunrader kalk met decoratieve elementen van Naamse steen. Het beeldhouwwerk is van de hand van Charles Vos.
De Hof van Slijpe heeft een opvallende, brede gevel met een hoger middendeel en twee lage zijvleugels. De gevel telt tien vensterassen: 4-2-4. De stijl is die van de Maaslandse renaissance, met hardstenen vensteromlijstingen, een hardstenen plint en een Dorisch fries met trigliefen. De entreepartij in de linkervleugel is uitgevoerd in Lodewijk XV-stijl.

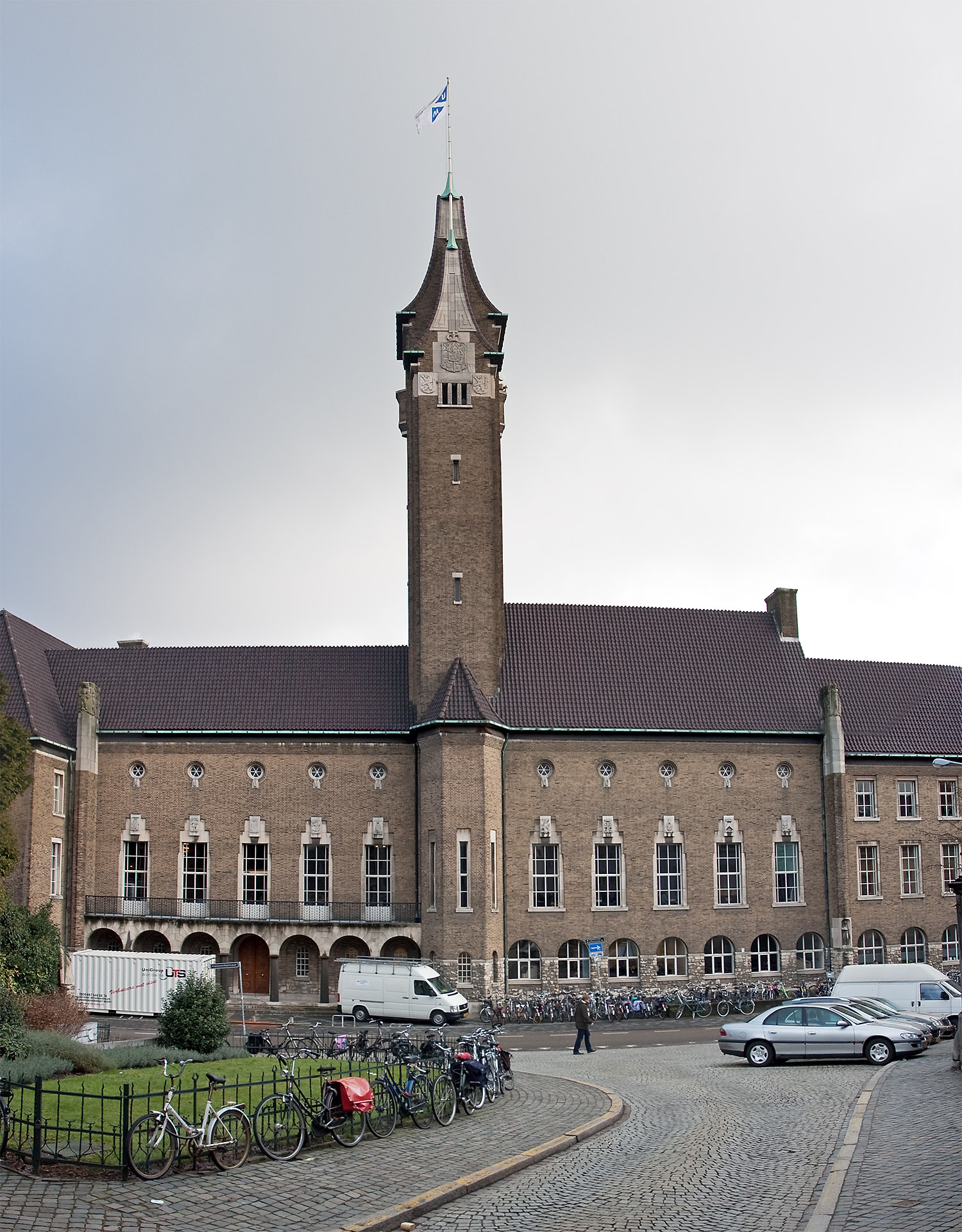
Gouvernement met toren
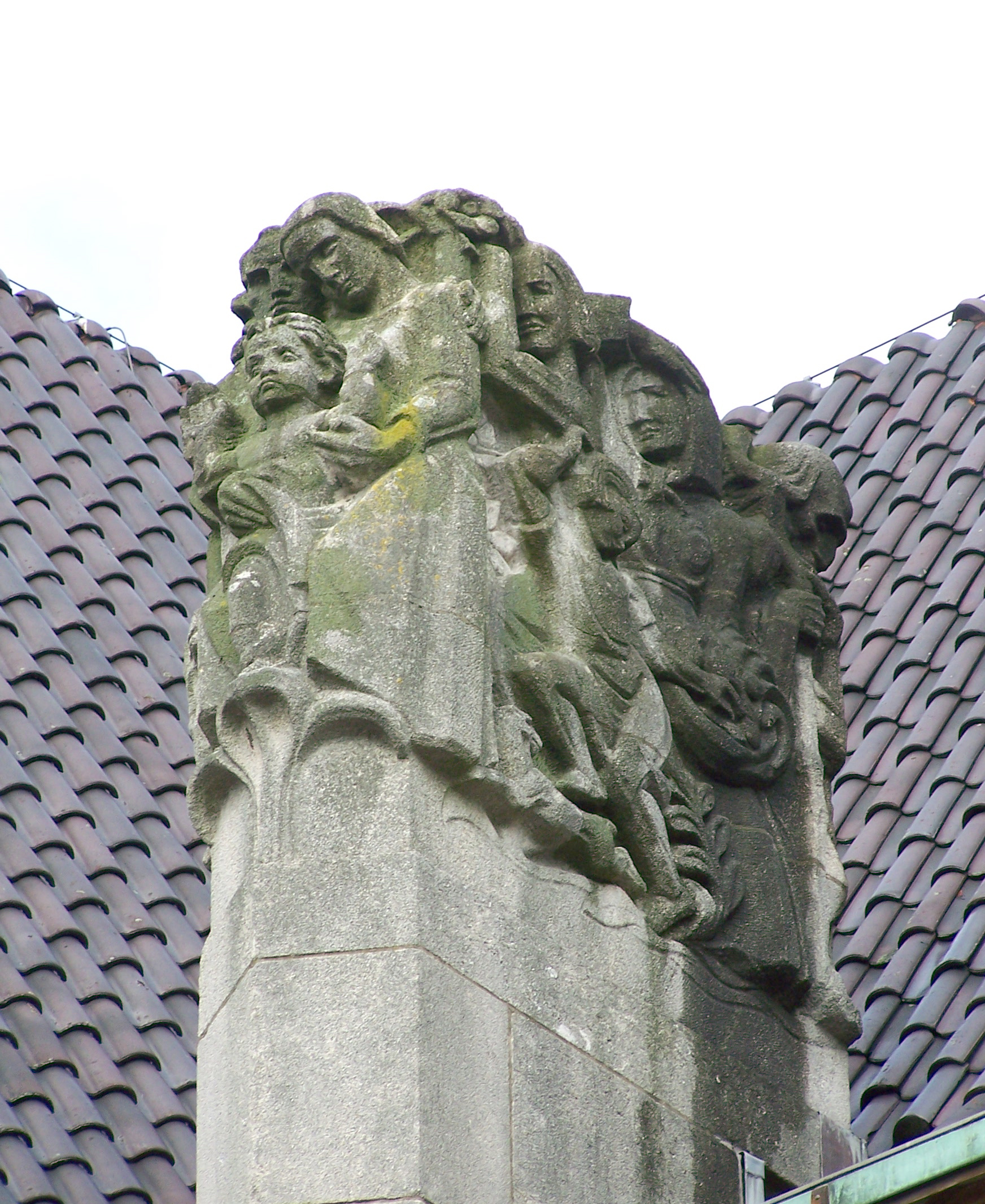
Idem, beeldhouwwerk
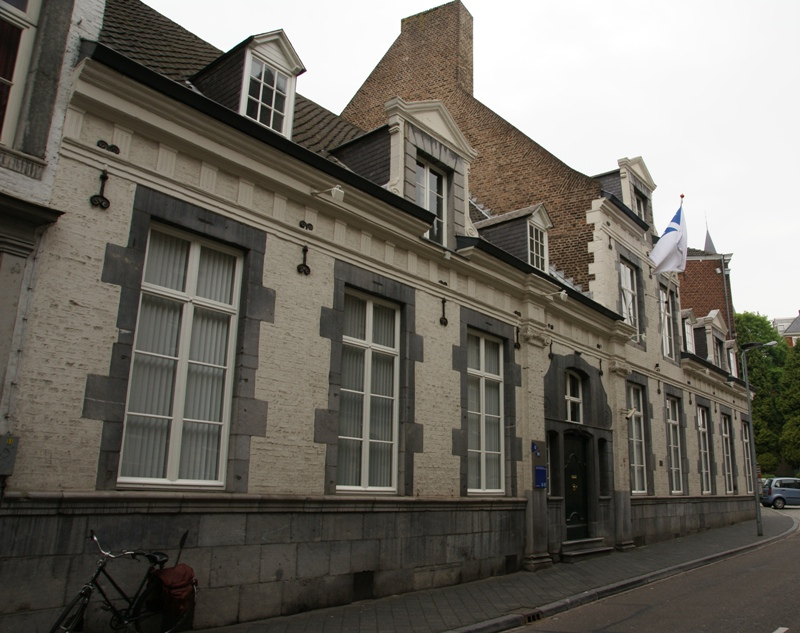
Hof van Slijpe
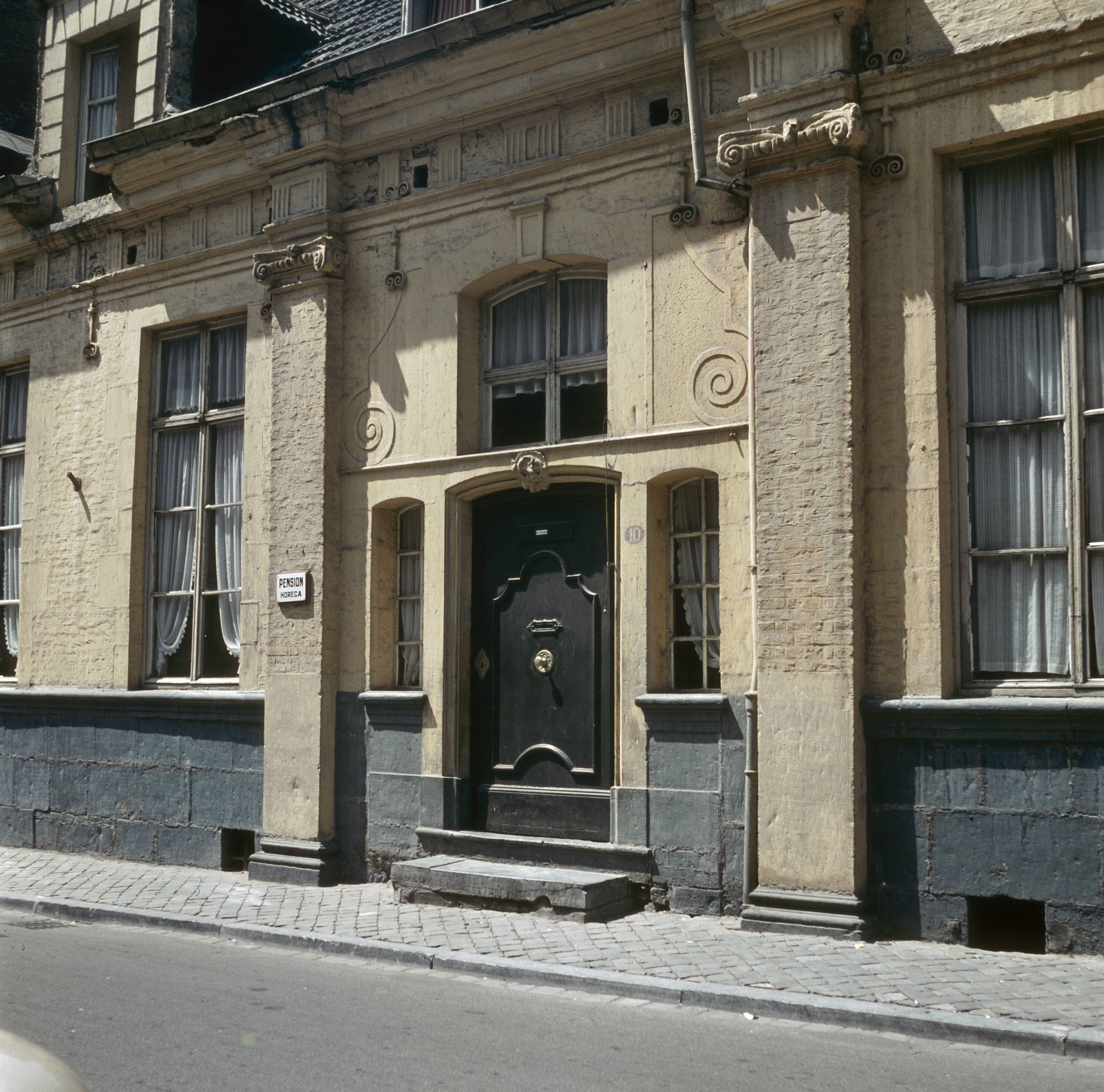
Idem, ingangspartij

### Overige monumentale panden
De Poort van Eynenberg (Bouillonstraat 4-6) is een U-vormig complex rondom een voorhof, waaraan in verschillende verschillende periodes gebouwd is. De middenvleugel (nr. 4) vormt het hoofdgebouw. De gevel heeft een asymmetrische middenrisaliet. De linkervleugel (nr. 6) en het hoofdgebouw vormen ogenschijnlijk een eenheid door de regelmatige vensterindeling met hardstenen omlijsting. Door de helling van het terrein heeft de linkervleugel een hoge souterrainverdieping met halfronde ramen. De rechtervleugel (voorheen Bouillonstraat 2; thans Sint Servaasklooster 38) heeft blinde vensters aan de zijde van de voorhof. De middenvleugel heeft een mansardedak, de zijvleugels schilddaken. De voorhof wordt door een lage muur met een smeedijzeren hekwerk van de straat afgescheiden. In het midden bevindt zich een toegangshek tussen hardstenen pijlers in Lodewijk XV-stijl. Het hoofdgebouw is in gebruik als klooster (zie hierboven). De achtertuin met een deel van de eerste middeleeuwse stadsmuur ("Boichgraeve"), een houten prieel en een Lourdesgrot is een gemeentelijk monument.
Het rijksmonument Bouillonstraat 11 dateert uit 1763 en heeft een gave lijstgevel met segmentboogvensters omlijst met Naamse steen. Boven de deur bevindt zich een gevelsteen met drie vogels en het opschrift IN DE DRY LEEWERKEN 17 63. De gevel van Bouillonstraat 12 lijkt op die van nr. 11, maar de winkelpui is van later datum. Het bijzondere van dit pand zit aan de achterkant, waar zich een uitgebouwde, slechts deels zichtbare traptoren bevindt. De zeskantige toren van baksteen heeft hoekblokken van Limburgse mergel en een typisch Maaslands fries met gebeeldhouwde consoles en andere versieringen.
Bouillonstraat 14 dateert uit 1814 en heeft een brede, neoclassicistische gevel van rood gesausde baksteen met natuurstenen lijsten en diamantkoppen. De asymmetrische geplaatste inrijpoort van Naamse steen heeft een sluitsteen, die met een raadselachtige gevelsteen is versierd. De in 2020 geplaatste steen is van elders afkomstig. De poort wordt geflankeerd door pilasters die over de hele gevel doorlopen en eindigen in een fronton. Achter dit huis ligt, verscholen achter een hoge muur aan de Minderbroedersberg, een 18e-eeuws pand met speklagen van baksteen en mergel, segmentboogvensters en deuromlijstingen van Naamse steen. De inrijpoort en de achterbouw zijn rijksmonumenten; de rest van het gebouw is een gemeentelijk monument.

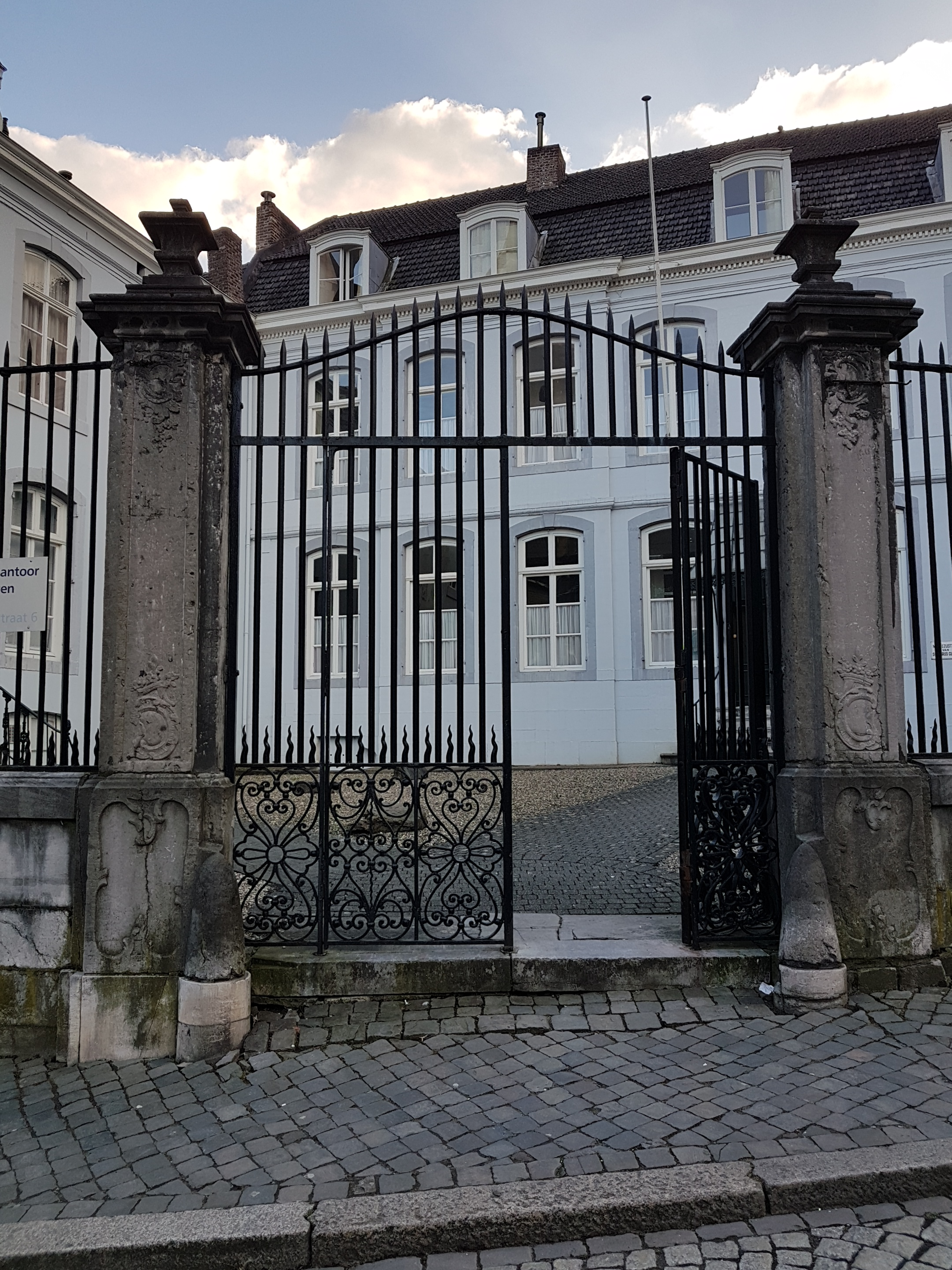
Hekpijlers, Bouillonstraat 4-6
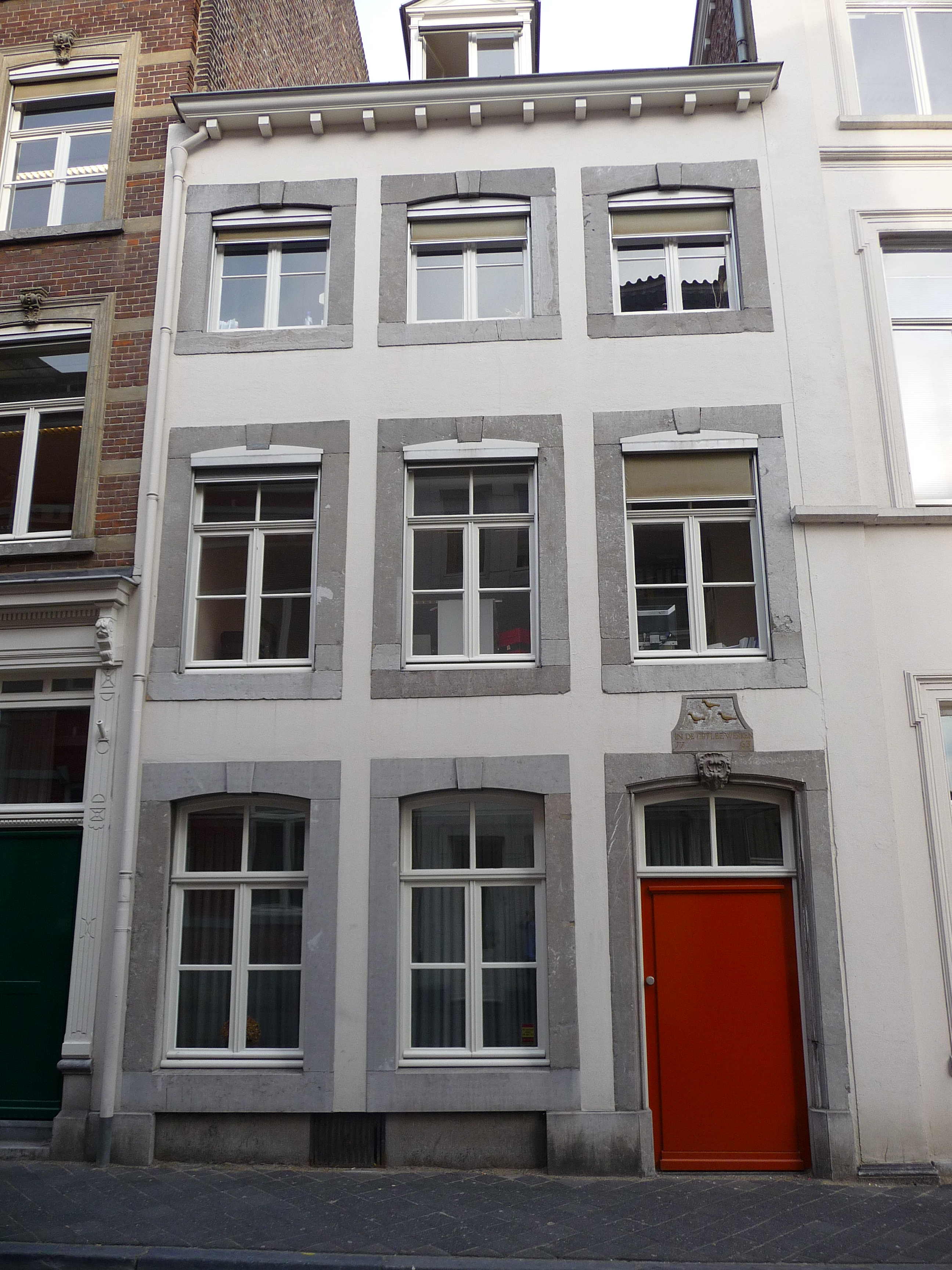
Bouillonstraat 11
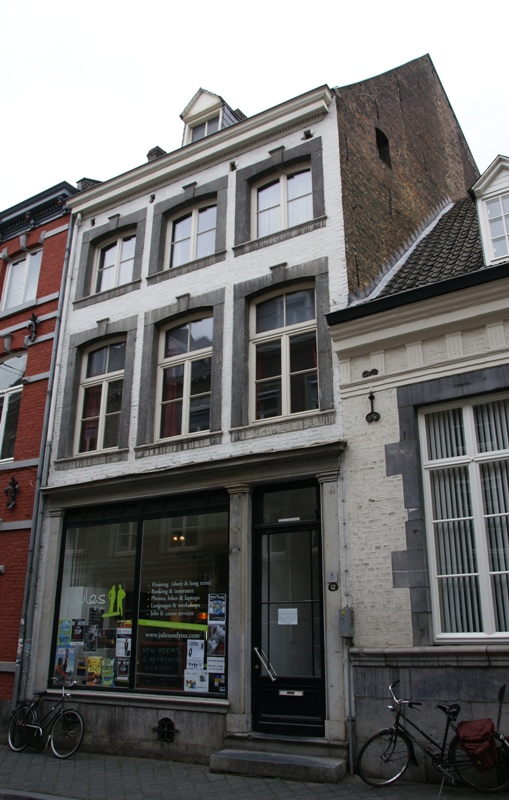
Bouillonstraat 12
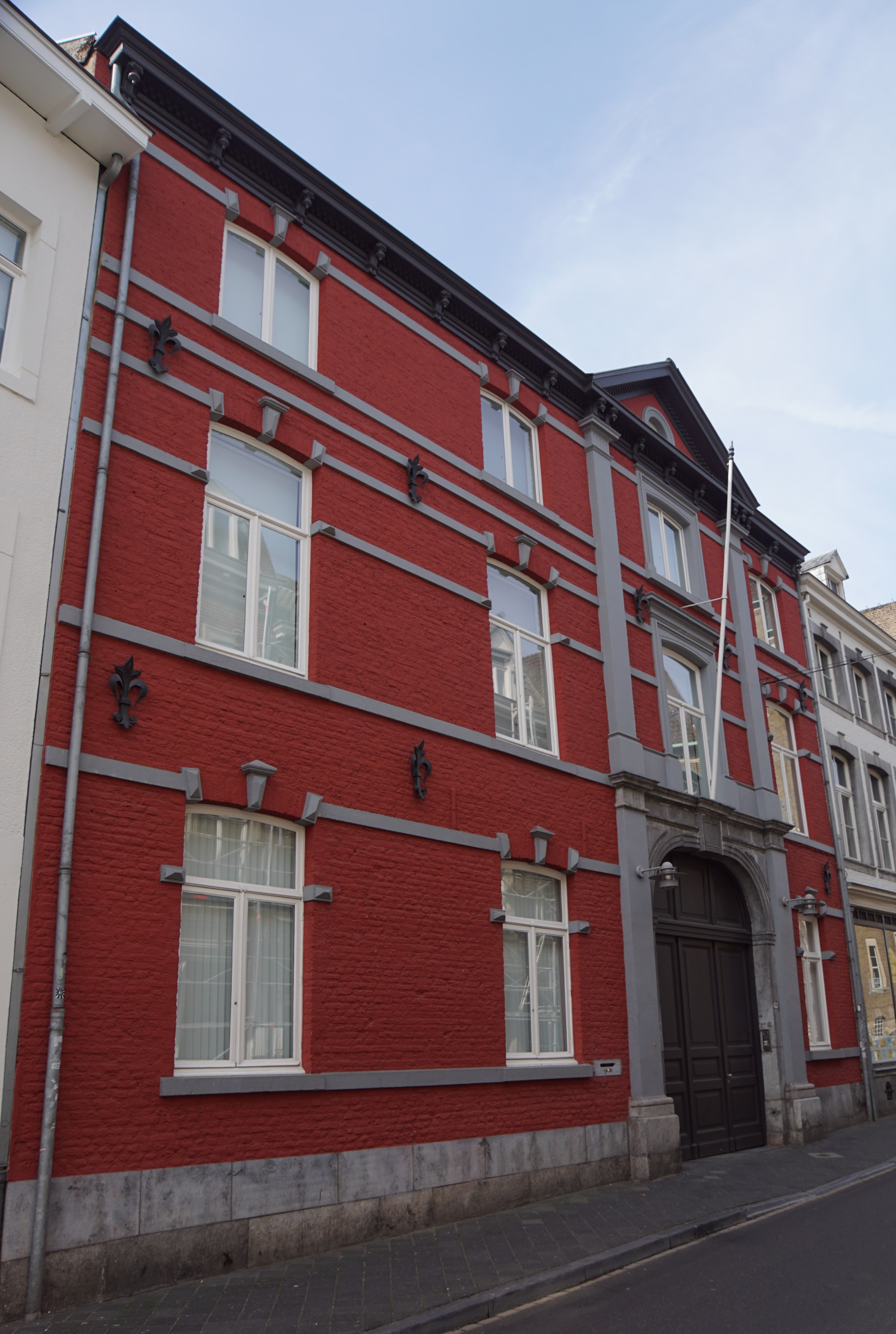
Bouillonstraat 14